# Георгій II Багратіоні
Георгій II Багратіоні (груз. გიორგი II; 1054–1112) — цар Грузії з 1072 до 1089 року. Походив з династії Багратіоні. Був онуком царя Георгія I. Правив після свого батька Баграта IV.

## Правління
За часів його царювання посилилось протиборство з аристократією, почали виникати змови знаті проти царської влади. Цим скористалися володарі Сельджуцької держави. Внаслідок цього центральна влада в Грузії послабилась. Це призвело до усунення Георгія II від влади. Новим царем став його син Давид IV. Проте Георгій II залишався номінальним співправителем держави до своєї смерті 1112 року.